# 名城信男
名城 信男（なしろ のぶお、1981年10月12日 - ）は、日本の元プロボクサー。現在は近畿大学ボクシング部監督。元WBA世界スーパーフライ級王者。現役時代は六島ボクシングジムに所属した。

## 経歴・人物

### 自身と家庭
奈良県奈良市出身。奈良県立奈良工業高等学校卒業、近畿大学中退。
父は料亭料理人の他、調理専門学校で講師や奈良県調理技能士会の会長代行や奈良沖縄県人会副会長を務め、弟の裕司は、極真館全日本ウエイト制空手道選手権中量級や中央アジア空手道選手権大会中量級で優勝し、K-1に出場するなどの実績を持つ空手家である。
2度目の世界王座獲得後の2009年に入籍。4月29日に京都で挙式を行った。2011年1月12日、第1子（長女）が誕生。

### プロボクサーとして
2003年7月11日、プロデビュー戦で初回KO勝ち。
2004年8月7日、プロ5戦目。2度の世界挑戦経験を有する世界ランカー本田秀伸（グリーンツダ）と対戦。この試合は本田にとって3度目の世界挑戦に向けての前哨戦で、名城はいわゆる「噛ませ犬」だったが、試合は名城が序盤から右ストレートを中心に手数を惜しまず攻め込み、ボディブローも決めて本田を圧倒し、10回判定勝ちした。この勝利で名城は本田に代わって世界ランク入りし、無名のボクサーから一転、一躍脚光を浴びた。
2005年4月3日、プロ6戦目で日本王座初挑戦。日本スーパーフライ級王者田中聖二（金沢）に挑み、10回TKO勝ち。王座獲得に成功する。しかし、田中は試合後の控え室で意識不明の重体となり会場近くの病院へ搬送されたが、12日後の4月15日に急性硬膜下血腫のため意識を取り戻すことなく死亡。名城自身も大きなショックを受け、1か月間自宅に引きこもる（後に、ボクシングの会場で田中の父親と対面。「（死亡した）息子のことは気にせず、これからも頑張って」と励まされた。また、鳥取市にある田中の墓前に赴き、勝利を報告するなどしている）。
2005年11月22日、WBA世界スーパーフライ級2位のプロスパー松浦（国際）と対戦し、10回判定勝ち。この勝利でWBA世界ランキング1位となり、指名挑戦権を獲得。
2006年7月22日、プロ8戦目にして世界初挑戦。指名挑戦者としてWBA世界スーパーフライ級王者マーティン・カスティーリョ（メキシコ）に挑む。迎えた10回、1分を回ったところで王者の左目尻から出血がありレフェリーストップ。この瞬間、辰吉丈一郎と並ぶ当時の国内最短タイとなる8戦目での世界王座奪取を果たした（現在は田中恒成の5戦目が最短記録となっている）。なお、JBC非公認であるが、新垣諭も8戦目でIBF世界バンタム級王座を獲得している。12月2日にはエデュアルド・ガルシア（メキシコ）を12回判定に降し、初防衛に成功。
2007年5月3日、元王者であるアレクサンデル・ムニョス（ベネズエラ）と対戦。前半は互角以上の戦いを演じるが、徐々に押されはじめ、後半はダウン寸前のピンチに陥る。12ラウンドをフルに戦うも判定で完敗し、2度目の防衛に失敗し世界王座から陥落。10戦目にしてプロ初黒星を喫した。
その後、6月に交通事故に遭い、頸椎を負傷（愛車も大破し、廃車となった）したが、11月26日に再起戦を行い、3回TKO勝ち。
2008年9月15日、WBA世界スーパーフライ級レギュラー王座決定戦で河野公平（ワタナベ）との日本人対決を12回判定（2-1の僅差）で制し、1年4か月ぶりの世界王座返り咲きを果たした。
2009年4月11日、冨山浩之介と対戦。初回と6回にダウンを奪われる苦戦を強いられたが、8回逆転TKO勝ちを収め、初防衛に成功。セミでは孫抄弄 vs 多田悦子のWBA女子世界ミニマム級タイトルマッチが行われ、国内初の男女ダブル世界戦となった。
2009年9月30日、ランキング1位のウーゴ・カサレス（メキシコ）と指名試合を行い、ここでも苦戦を強いられたが、フルラウンドの死闘の末、三者三様の引き分けで辛くも防衛に成功。
2010年5月8日、大阪府立体育会館でウーゴ・カサレスとダイレクトリマッチで再戦。前回同様フルラウンドを戦い抜いたが、12回0-3（2者が111-117、113-115）の判定負けを喫し2度目の世界王座陥落となった。
2011年2月5日、大阪府立体育会館でWBC世界スーパーフライ級王者トマス・ロハス（メキシコ）に挑戦。インファイトを挑む名城に対し、王者はアウトボクシングで対抗。8回には偶然のバッティングで王者が負傷し、規定により名城から1点減点。それでもフルラウンドを戦い抜いたが、最終的には12回0-3（111-116、113-116、113-114）の判定で敗れ、世界王座返り咲きに失敗した。
2011年7月30日、大阪・住吉区民センターでWBO世界フライ級9位でフィリピンGABスーパーフライ級王者のレイ・ペレスを相手にノンタイトル10回戦を行い、3-0の判定勝ちを収めた。
2011年11月4日、タイ・バンコクにて、WBC世界スーパーフライ級王者スリヤン・ソー・ルンヴィサイ（タイ）に挑戦。22歳の王者相手に懸命にパンチを繰り出すも、12回0-3（113-116、113-115、109-119）の判定で敗れて王座獲得に失敗した。
2012年9月1日、大阪市住吉区の住吉スポーツセンターでWBA世界スーパーフライ級王者テーパリット・ゴーキャットジム（タイ）に挑戦。終盤は王者を押し込む部分もあったが、12回0-2（114-114、114-115、113-115）の僅差判定負けを喫して王座返り咲きに失敗した。試合後に現役引退を表明していたが、2012年11月19日に引退を撤回し現役続行を表明した。
2013年4月7日、大阪・住吉区民センターにてWBC世界バンタム級12位のヨーッチャンチャイ・ナコンルアンプロモーション（タイ）とバンタム級10回戦を行い、6回3分9秒KO勝ちし再起戦を飾った。
2013年9月3日、当初は同年8月23日にバンコクにあるサイアム・パーク・シティで予定されていたが元WBA世界フライ級王者デンカオセーン・カオウィチット（タイ）の体調不良を理由に延期となっていたWBA世界スーパーフライ級暫定王座決定戦をナコーンラーチャシーマー県にあるスラナリー工科大学で行い、12回1-2（115.5-113、113.5-116、114-116.5）の判定負けを喫し暫定ながらも3年4ヵ月ぶりの王座返り咲きに失敗した。

### 現役引退後
2014年4月3日、近畿大学にて記者会見を行い、名城が4月1日付で近畿大学ボクシング部ヘッドコーチに就任し、それに伴い自身が現役を引退したことを発表した。ヘッドコーチ就任にあたって名城は「昨年9月のタイでの試合で敗れて悩んでいたところ、赤井英和総監督からボクシング部指導の話をもらい、即決した。（2020年の）東京オリンピックを見据えて指導していきたい」と語っている。
2016年、アマチュア資格がないまま試合会場で選手の練習相手を務めたことを理由に、日本ボクシング連盟山根明会長が問題視、日本ボクシング連盟から試合会場への出入り禁止などの処分を科された。その後、2018年9月に連盟の体制が変わり、名城の処分を撤回して、アマチュア登録が認可された。
2019年4月1日付で、近畿大学ボクシング部監督に就任した。

## 戦績
- アマチュアボクシング：57戦38勝（20KO・RSC）19敗
- プロボクシング：26戦19勝（13KO）6敗1分

| 戦           | 日付           | 勝敗 | 時間     | 内容    | 対戦相手                                       | 国籍         | 備考                                              |
| ------------ | -------------- | ---- | -------- | ------- | ---------------------------------------------- | ------------ | ------------------------------------------------- |
| 1            | 2003年7月11日  | ☆    | 1R 0:32  | KO      | 一ノ宮茂樹 （北陸イシマル）                    | 日本         | プロデビュー戦/一ノ宮は元中日本新人王             |
| 2            | 2003年9月28日  | ☆    | 2R 2:05  | KO      | 木ノ下国広 （畑中）                            | 日本         |                                                   |
| 3            | 2003年12月21日 | ☆    | 1R 2:35  | TKO     | 関口武志 （鍵本エディ）                        | 日本         |                                                   |
| 4            | 2004年3月13日  | ☆    | 8R       | 判定3-0 | 竹田津孝 （森岡）                              | 日本         | 竹田津は元日本ランカー                            |
| 5            | 2004年8月7日   | ☆    | 10R      | 判定3-0 | 本田秀伸（グリーンツダ）                       | 日本         | 本田は当時現役世界ランカー                        |
| 6            | 2005年4月3日   | ☆    | 10R 0:57 | TKO     | 田中聖二 （金沢）                              | 日本         | 日本スーパーフライ級タイトルマッチ                |
| 7            | 2005年11月22日 | ☆    | 10R      | 判定    | プロスパー松浦 （国際）                        | 日本         | WBA世界スーパーフライ級挑戦者決定戦/日本王座防衛1 |
| 8            | 2006年7月22日  | ☆    | 10R 1:02 | TKO     | マーティン・カスティーリョ                     | メキシコ     | WBA世界スーパーフライ級タイトルマッチ             |
| 9            | 2006年12月2日  | ☆    | 12R      | 判定3-0 | エデュアルド・ガルシア                         | メキシコ     | WBA防衛1                                          |
| 10           | 2007年5月3日   | ★    | 12R      | 判定0-3 | アレクサンデル・ムニョス                       | ベネズエラ   | WBA王座陥落                                       |
| 11           | 2007年11月26日 | ☆    | 3R 2:30  | TKO     | ペックロンパイ・ソー・ターンティップ           | タイ         |                                                   |
| 12           | 2008年3月23日  | ☆    | 3R 2:24  | KO      | サイルン・シンワンチャー                       | タイ         |                                                   |
| 13           | 2008年9月15日  | ☆    | 12R      | 判定2-1 | 河野公平 （ワタナベ）                          | 日本         | WBA世界スーパーフライ級王座決定戦                 |
| 14           | 2009年4月11日  | ☆    | 8R 1:22  | TKO     | 冨山浩之介 （ワタナベ）                        | 日本         | WBA防衛1                                          |
| 15           | 2009年9月30日  | △    | 12R      | 判定1-1 | ウーゴ・カサレス                               | メキシコ     | WBA防衛2                                          |
| 16           | 2010年5月8日   | ★    | 12R      | 判定0-3 | ウーゴ・カサレス                               | メキシコ     | WBA王座陥落                                       |
| 17           | 2010年10月11日 | ☆    | 3R 1:42  | KO      | イワン・キー                                   | インドネシア |                                                   |
| 18           | 2011年2月5日   | ★    | 12R      | 判定0-3 | トマス・ロハス                                 | メキシコ     | WBC世界スーパーフライ級タイトルマッチ             |
| 19           | 2011年7月30日  | ☆    | 10R      | 判定3-0 | レイ・ペレス                                   | フィリピン   |                                                   |
| 20           | 2011年11月4日  | ★    | 12R      | 判定0-3 | スリヤン・ソー・ルンヴィサイ                   | タイ         | WBC世界スーパーフライ級タイトルマッチ             |
| 21           | 2011年12月31日 | ☆    | 2R 2:36  | KO      | ノラシン・パタナカーンジム                     | タイ         |                                                   |
| 22           | 2012年3月31日  | ☆    | 6R 0:37  | KO      | ペックラピー・シッサイトーン                   | タイ         |                                                   |
| 23           | 2012年6月10日  | ☆    | 1R 1:50  | KO      | クンポンレックス・ウォーウィッタヤ             | タイ         |                                                   |
| 24           | 2012年9月1日   | ★    | 12R      | 判定0-2 | テーパリット・ゴーキャットジム                 | タイ         | WBA世界スーパーフライ級タイトルマッチ             |
| 25           | 2013年4月7日   | ☆    | 6R 3:09  | KO      | ヨーッチャンチャイ・ナコンルアンプロモーション | タイ         |                                                   |
| 26           | 2013年9月3日   | ★    | 12R      | 判定1-2 | デンカオセーン・カオウィチット                 | タイ         | WBA世界スーパーフライ級暫定王座決定戦             |
| テンプレート |                |      |          |         |                                                |              |                                                   |

## 備考
- 奈良工業高校でボクシングを始め、ロサンゼルスオリンピック日本代表の高見公明から指導を受けた。
- 非常に謙虚な人物で、辰吉丈一郎から「謙虚な世界チャンピオンはおらへんぞ」と注意されたことがある。
- 京阪神地区の試合会場では、世界王者となった以後もリングサイドで所属ジムの同僚・後輩を応援する姿が頻繁に目撃されている。
- 趣味はビリヤード。
- ココリコ遠藤章造司会のテレビ番組「BRAVO!」では「世界王者になって、どんなクルマに乗りたいですか」との問いに「燃費のエエやつ」と応え、遠藤を苦笑させた。
- 2007年2月22日には「奇跡体験!アンビリバボー」にて、転機となった本田秀伸との対戦から田中聖二との日本タイトル、そして世界王座奪取までの模様が紹介された。
- 2007年10月11日、内藤大助対亀田大毅のWBC世界フライ級タイトルマッチ観戦に訪れた際、「（反則行為に手を染めた亀田大毅は）最低の負け方」と亀田家を厳しく批判した。
- 株式会社スーパーエージェントとマネジメント契約。
- デビュー5戦で、歴戦の技巧派ボクサー本田秀伸を下し世界ランキング入りを果たしたが、その知名度は一般には低く、亀田興毅の話題性の影に隠れていた。そんな中、スパーリングではあるが公開の場で2人の直接対決が実現する。この際、名城側は「スパーリングとはいえ、お互い一切の手加減はしない」という条件を出したという。このような経緯から、WBC世界フライ級王者の内藤大助に亀田大毅が挑戦する際に内藤のスパーリングパートナーを務めた。

## 獲得タイトル
- 第30代日本スーパーフライ級王座（防衛1=返上）
- WBA世界スーパーフライ級王座（防衛1）
- WBA世界スーパーフライ級レギュラー王座（防衛2）

受賞歴
- プロ・アマチュア年間表彰
  - 2004年度プロ部門 新鋭賞
  - 2005年度プロ部門 努力賞
  - 2006年度プロ部門 殊勲賞
  - 2009年度プロ部門 敢闘賞[20]